# Oksana Wilhelmsson
Oksana Wilhelmsson, född Andersson 2 juli 1984 i Timasjovsk i f.d Sovjetunionen nuvarande Ryssland, är en svensk fotomodell, dansare och programledare. Hon flyttade tillsammans med sin familj – rysk mor och svensk far – till Sverige när hon var tio år.
Wilhelmsson var tidigare medlem av dansgruppen Sunblock. Hon har varit med i dokusåpan Paradise Hotel och fotograferats för tidningsomslag, till exempel för Kafé, FHM och Slitz. Den 10 juni 2008 medverkade Wilhelmsson i TV-programmet I huvudet på Gynning.
Wilhelmsson är gift med fotbollsspelaren Christian Wilhelmsson. Paret har två barn och bor i Dubai.